# Mentzelia jonesii
Mentzelia jonesii är en brännreveväxtart som först beskrevs av Urban och Gilg, och fick sitt nu gällande namn av Thompson och Roberts. Mentzelia jonesii ingår i släktet Mentzelia och familjen brännreveväxter. Inga underarter finns listade i Catalogue of Life.